# 市原市立大久保小学校
市原市立大久保小学校（いちはらしりつ おおくぼしょうがっこう）は、千葉県市原市大久保にかつて存在した公立小学校。1972年（昭和47年）3月31日をもって閉校した。

## 概要
市原市南部の加茂地区に位置する。児童数減少によって1972年（昭和47年）に、市原市立朝生原小学校、市原市立月崎小学校と併合して市原市立白鳥小学校が新規開校することに伴って閉校した。なお、大久保小学校の敷地などはそのまま白鳥小学校が利用している。

## 沿革

### 概歴
1873年（明治6年）に大久保小学校として開校した。1947年（昭和22年）には学校教育法が施行されて白鳥村立大久保小学校となると、1954年（昭和29年）に加茂村立大久保小学校となり、1967年（昭和42年）に市原市立大久保小学校となった。その後、児童数減少のため1972年（昭和47年）3月31日をもって閉校している。

### 年表
- 1873年（明治6年） - 大久保小学校開校[1]。
- 1947年（昭和22年）4月1日 - 白鳥村立大久保小学校に改称[1]。
- 1954年（昭和29年）1月15日 - 加茂村立大久保小学校に改称[1]。
- 1967年（昭和42年）10月1日 - 市原市立大久保小学校に改称[1]。
- 1972年（昭和47年）3月31日 - 閉校[1]。

## 中学校区
1947年度 - 1964年度
- 加茂村立白鳥中学校

1965年度 - 1967年9月30日
- 加茂村立加茂中学校

1967年10月1日 - 1971年度
- 市原市立加茂中学校

## アクセス
- 上総大久保駅から徒歩2分[3]